# Обсада на казармите Лойола
Обсадата на казармите Лойола е обсада и военен бунт в казармите на квартал Лойола в Сан Себастиан, Испания на 21 юли 1936 г. Тя е част от националистическия опит преврат от юли 1936 г. срещу Втората испанска република, което води до началото на Испанската гражданска война.

## Предпоставки
В баската провинция Алава, град Витория-Гастейс е лесно превзет от бунтовниците, водени от генерал Анхел Гарсия Бенитес и полковник Камило Алонсо Вега, но бунта се проваля в провинциите Бискай и Гипускоа.
Баските националисти подкрепят правителството, установяват хунта за защита във всички градове, арестуват десни личности и реквизират техните автомобили. В Билбао няма военен бунт. Има обаче неуспешно въстание в Сан Себастиан.

## Бунтът
На 19 юли 1936 г. военният губернатор на Сан Себастиан, полковник Леон Караско Амилибия, е арестуван, но командирът на казармата Лойола, полковник Хосе Валеспин Кобиан, насърчаван от Емилио Мола, решава да започне бунт срещу правителството.
Валеспин насочва оръдията си към гражданското правителство, а служителите вътре бягат. Караско бяга от похитителите си и обявява военно положение. Караско се установява с десни поддръжници в хотел Мария Кристина, а Гражданската гвардия в града подкрепя бунта и превзема Гран Казино.
На 20 юли колона от Ейбар, на около 50 километра югоизточно от Лойола, водена от полковник Аугусто Перес Гармендия, пристига в града и обкръжава сградите, държани от бунтовниците. На 23 юли републиканските сили окупират хотел Мария Кристина, а на 27 юли бунтовниците в казармите Лойола се предават на обсаждащите сили. Испанските анархисти взимат оръжията в казармите и разстрелват няколко десни затворници, влошавайки отношенията им с баските националисти.
Националистите окупират Сан Себастиан на 14 септември.